# وارن برادلی
وارن برادلی (به انگلیسی: Warren Bradley) بازیکن فوتبال زادهٔ ۲۰ ژوئن ۱۹۳۳ اهل کشور انگلستان که سابقهٔ بازی در تیم ملی فوتبال انگلستان را در کارنامهٔ خود دارد. وی در تاریخ ۶ مه ۱۹۵۹ نخستین بازی ملی خود را در مقابل تیم ملی فوتبال ایتالیا انجام داد و با حضور در ۳ بازی ملی، در تاریخ ۲۸ مه ۱۹۵۹ واپسین بازی ملی‌اش را در برابر تیم ملی فوتبال ایالات متحده آمریکا برگزار کرد.
این بازیکن توانسته در بازی‌های ملی، ۲ گل به ثمر برساند.